# Musicothérapie
 (mars 2012).
Si vous disposez d'ouvrages ou d'articles de référence ou si vous connaissez des sites web de qualité traitant du thème abordé ici, merci de compléter l'article en donnant les références utiles à sa vérifiabilité et en les liant à la section « Notes et références ».

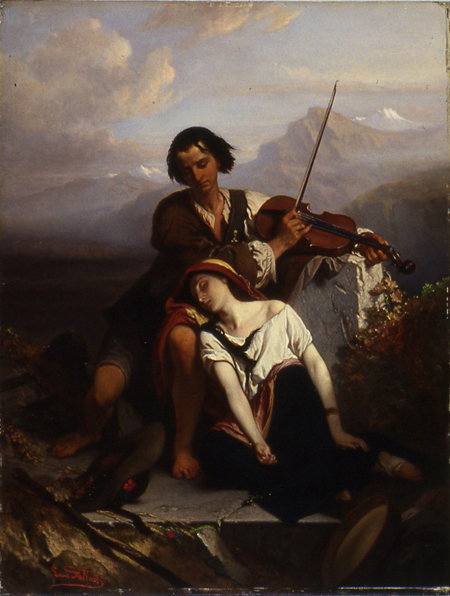
Le pouvoir de la musique, tableau de Louis Gallait (1810–1887).

La musicothérapie est l'utilisation de la musique, du son dans une démarche de soin. C'est une thérapie à support non verbal utilisant le sonore, le musical. La musique est le médiateur dans la relation soignant/soigné. La musicothérapie s'inscrit dans le champ des thérapies de soutien, d'aide au patient atteint de pathologie.
Trois dimensions de la musicothérapie sont décrites : la musicothérapie active, réceptive et la détente psychomusicale.
Le musicothérapeute est un professionnel qui exerce une pratique soignante fondée sur l'utilisation thérapeutique de la musique, du son.
Il souhaite ainsi favoriser l'expression, le mieux-être des personnes avec lesquelles il travaille.
Loin de certaines idées reçues qui lui attribueraient un caractère « artistique », la musicothérapie se préoccupe du potentiel et de l’évolution de la communication thérapeutique en travaillant avec la fonctionnalité sonore et psycho-sonore du sujet. Elle lui propose ainsi un « objet intermédiaire sonore et/ou psycho-musical » dans l’objectif de tisser puis de pérenniser le lien thérapeutique, donnant toute légitimité via le thérapeute au concept même d’une thérapie.

## Définition
En 2016, la Fédération française de musicothérapie publie une définition générale de la discipline, énonçant  le cadre thérapeutique, le rôle et la place de la musique, les bénéficiaires, et surtout la relation entre le patient et le thérapeute : 
La musicothérapie est une pratique de soin, de relation d'aide, d'accompagnement, de soutien ou de rééducation, utilisant le son et la musique, sous toutes leurs formes, comme moyens d'expression, de communication, de structuration et d'analyse de la relation. Elle s'adresse, dans un cadre approprié, à des personnes présentant des souffrances ou des difficultés liées à des troubles psychiques, sensoriels, physiques, neurologiques, ou en difficulté psychosociale ou développementale. Elle s'appuie sur les liens étroits entre les éléments constitutifs de la musique, l'histoire du sujet, les interactions entre la/les personne(s) et le musicothérapeute. 

## Origines
Les premières attestations professionnelles dans ce domaine, à l'état expérimental, datent du XXe siècle, notamment au Canada et aux États-Unis.

### Antiquité

#### Chez les Grecs
La musique était étudiée chez les Grecs comme une science associée aux mathématiques, à la physique, à la médecine.
Hippocrate, (Ve siècle av. J.-C.), était un médecin qui a effectué la première synthèse des connaissances de son temps. Les traités qui composent le Corpus hippocratique ne sont pas toujours rédigés par ce que nous appellerions un médecin. Aristote en Politique, III, 11, 11, reconnaît ainsi trois catégories de personnes habilitées à parler de médecine : le praticien (δημιουργός / dêmiourgós), le professeur de médecine ou médecin savant (ἀρχιτεκτονικός / arkhitektonikós) et l'homme cultivé qui a étudié la médecine au cours de son cursus général.  Les sophistes prétendent également pouvoir enseigner, entre autres disciplines, la médecine.
Chez les Grecs, il existait déjà des « musicothérapeutes » qui influençaient « l'humeur et les humeurs en utilisant  divers instruments, rythmes et sons. [...] Selon le mal, ils choisissaient l'aulos au jeu extatique et émouvant ou celui doux et harmonieux de la lyre ».
Parmi les auteurs grecs antiques, il y a aussi, par exemple, Pythagore :
Pythagore et ses disciples considéraient que toute chose se compose de nombres et de figures mathématiques y compris la musique. Pour eux, les mouvements des planètes généraient une musique des sphères, ils ont alors contribué à l'élaboration d'une « musicothérapie » pythagoricienne afin de mettre en symbiose l'humanité et les sphères célestes.
Les Grecs attribuaient toutes sortes de vertus à la musique, un pouvoir merveilleux sur les âmes. Leurs philosophes avaient défini très minutieusement l'expression ou le caractère moral (êthos) de chaque mode. Le dorien était austère, l’hypodorien fier et joyeux, l’ionien voluptueux, le phrygien bachique, etc.
Telle musique disposait au courage, à l'action ; telle autre, à la sobriété, à la retenue ; telle autre, à la mollesse, au plaisir. Dans l'éducation des enfants et des jeunes gens, la musique a eu une place de première importance, et elle était considérée comme indispensable pour former le caractère. 
Platon et Aristote ont longuement développé la théorie de l'influence de la musique sur les passions et sur la moralité. Ils ont soigneusement distingué la musique qui relâche les mœurs de celle qui tend l'âme vers le bien de l'individu et vers celui de la Cité. 
Ils ont fait même de l'éducation musicale une question d'État à proprement parler, et, en cela, ils étaient absolument d'accord avec leurs contemporains. L'État a le devoir de veiller au maintien de la morale, et, pour cela, de règlementer l'usage de la musique. Platon propose, à cet égard, l'Égypte pour modèle : il voudrait que fussent fixés par des lois les chants qui sont absolument beaux et que ceux-là seuls fussent appris à la jeunesse. Les anciens Grecs n'avaient-ils pas appelé les mélodies de leurs chants des lois (nomoi), indiquant par là que c'étaient des formules-types, des formules consacrées, auxquelles il était interdit de rien changer. Et nous voyons ainsi combien cet art musical de l'antiquité restait encore voisin des pratiques religieuses avec lesquelles il avait été d'abord intimement uni et même confondu.

#### Chez les Hébreux
Les Hébreux (du latin Hebraei, du grec ancien Ἑϐραῖοι / Hebraioi, lui-même issu de l'hébreu Ivri עברי) sont un ancien peuple sémitique du Proche-Orient.
Les Hébreux apportent une conception religieuse monothéiste, s'inscrivant contre le polythéisme et la magie. 
La musicothérapie apparaît parmi les traitements ainsi David joue de la harpe à Saül agité : 
David fut envoyé à Saül pour lui jouer de la cithare quand l'esprit de ce dernier le troublait et il gagna ainsi la bienveillance du roi. Après un certain temps, il regagna la maison paternelle et reprit son travail de berger pendant quelques années. Les Philistins envahirent une fois de plus le pays et s'installèrent entre Soko et Azéqa, à Éphès-Dammim. Saül, Abner, son général et ses hommes partirent les affronter et David se joignit à son armée. C'est à cet endroit que David terrassa Goliath, le champion des Philistins, un exploit qui fit fuir l'ennemi et assura la victoire aux hommes de Saül. Le roi prit David à son service mais en devint jaloux. Il développa pour le nouveau héros une animosité qui l'incita plusieurs fois à tenter de le tuer, sans toutefois accomplir le geste. 
Avec le temps, les Hébreux se teintent de culture grecque au cours des siècles ; ils en assurent le maintien et la transmission aux Arabes.

#### En Chine
Les Chinois avaient déjà répertorié une centaine de sortes de musicothérapies cinq siècles av. J.-C. D’après François Picard, ethnomusicologue analytique : 
« la substance de la musique réside pour les Chinois dans le son… elle équivaut à une résonance, réponse spontanée, mise en mouvement de l’air, des souffles… elle est aussi le lien établissant l’harmonie de l’homme entre le ciel et la terre ».
Les sages déclaraient que chaque organe interne de notre corps a son propre rythme et par conséquent vibrerait à un son qui lui est propre. À ces différents organes correspondaient les six sons suivants : Chui, Hu, Xi, Ke, Xu, Xia.
Plus tard sous la dynastie Tang (618-907) la théorie des cinq éléments fait son apparition.
| -                                               | Bois        | Feu          | Terre        | Métal         | Eau        |
| ----------------------------------------------- | ----------- | ------------ | ------------ | ------------- | ---------- |
| Note de musique chinoise (système pentatonique) | Júe 角 (mi) | Zhǐ 徵 (sol) | Gōng 宫 (do) | Shāng 商 (ré) | Yù 羽 (la) |

Ces cinq éléments, le bois, le feu, la terre, le métal et l’eau, étaient associés aux cinq sons précédents. Puis ces sons furent aussi associés aux saisons, aux organes Yin et organes Yang. Par exemple la note musicale Do correspond aux organes cœurs et intestin grêle ainsi qu’à l’élément feu et à la saison été. Cette correspondance n’est pas le fruit du hasard, mais choisie en fonction des sons de la nature. Ainsi, les coups de tonnerre en automne correspondent à la note Shang et à la saison automne.
Ce n’est pas le nom de la note qui détermine la correspondance mais son timbre, ou plutôt la fréquence qui fait réagir tel ou tel organe. Les sons graves résonnent dans la région de l’abdomen ainsi que dans les organes qui lui correspondent tandis que les sons aigus résonnent au niveau de la tête.

#### L'influence islamique
Plusieurs savants et médecins, comme Zekeriya Er-Razi (854-932), Al-Farabi (870-950) et Avicenne (980-1037) ont appliqué la musique au traitement des maladies. 
Al-Farabi classe les différentes makams de la musique turque selon les effets qu'ils ont sur l'âme de la personne :
1. Rast : donne le confort.
2. Saba : donne le courage.
3. Hicaz : suscite l'humilité.
4. Neva : donne le contentement.
5. Uşşak : suscite le rire.
6. Hüseyni : donne la quiétude.
7. Buselik : donne la force.
8. Isfahan : donne la confiance et la capacité d'agir.
9. Rehavi : provoque une sensation d'éternité.
10. Kuçek : donne la tristesse.
11. Büzürk : donne la peur.
12. Zirgüle : donne le sommeil.

Le son est un élément indispensable pour notre présence dit Avicenne. Chaque son, mélodie composée d'une disposition harmonieuse a un effet profond sur l'âme de chaque personne. L'effet du son s'enrichit par l'art de l'homme. Pour conclure, durant la civilisation islamique les savants et les médecins ont utilisé la musicothérapie pour le traitement des troubles psychologiques, jusqu'au XVIIIe siècle par les médecins ottomans et seldjoukides.

### Moyen Âge et Renaissance
Le musicien et théoricien Johannes Tinctoris écrit Efectum Musices, ouvrage dans lequel il décrit les effets de la musique sur les personnes. Le peintre Hugo van der Goes est soigné par la musique.

### En Tunisie
La musicothérapie connait un développement notable en Tunisie, notamment dans le domaine hospitalier et académique . Cette approche thérapeutique utilise la musique comme médiateur pour favoriser l'expression, le mieux être et la communication chez les patients, en complément des soins médicaux traditionnels. Malgré ce développement, le statut officiel du musicothérapeute n'existe pas encore, n'est pas reconnu. Les formations actuelle combinent des connaissances en psychologie, psychopathologie et musique.

### En Europe
Par la suite, des recherches approfondies ont été réalisées dans différents instituts, en France comme à l'étranger. Tels l'institut Karajan à Salzbourg qui étudie le pouvoir physiologique de la musique, ou encore l’ARATP (Association de Recherche et d’Application des Techniques Psychomusicales) de Paris, l'institut Émile Jaques-Dalcroze à Genève, créé en 1915. 

#### En France
En France, c'est un ingénieur du son, Jacques Jost qui fait office de pionnier dès 1954 et pose l'hypothèse qu'on peut soigner avec la musique. Il s'appuie sur une base clinique avec l'aide du Laboratoire d'Encéphalographie de la Clinique des Maladies Mentales et de l'Encéphale, à la Faculté de Médecine de Paris. Il effectue des recherches sur les émotions et la musique. Il rencontre un directeur de Radio France et valide ses recherches à l'aide d'un programme d'écoutes musicales sur la radio.  Pendant dix-huit ans, il a poursuivi l'étude et l'application des techniques psychomusicales en psychiatrie, en collaboration avec les docteurs Guilhot et Garnier. Il met en place un test de réceptivité musicale qui peut être utilisé avec des patients en séance de musicothérapie. Ce test est disponible au CIM. Le premier congrès mondial de musicothérapie a eu lieu en France en 1974 à l'Hôpital de la Salpêtrière.
En réalité de nombreux pionniers de la musicothérapie préexistent en France, avec le compositeur Hervé, Louis-Auguste-Florimond Ronger (1825-1892), ou encore l’adepte de la mélothérapie et neuropédagogue Georges Quertant (1894-1964). 
En 2020, la violoncelliste Claire Oppert publie un récit Le Pansement Schubert où elle montre les effets positifs de la musicothérapie avec des enfants autistes, des patients âgés en EHPAD et des malades en fin de vie,.

### En Amérique

#### En Argentine
Le professeur Rolando Omar Benenzon, médecin psychiatre et psychanalyste argentin, fonde la première Faculté de Musicothérapie à Buenos Aires en 1966. Son approche utilise « le son, la musique et le mouvement pour produire des effets régressifs et ouvrir des canaux de communication avec pour objectif d'entreprendre à travers eux le processus d'entrainement et de réinsertion ». Il fonde sa méthode sur le « principe de l'ISO », abréviation de l'expression « identité sonore » qui désigne « un son ou un ensemble de sons qui nous caractérisent et nous individualisent ». Ni stable ni définitive, cette identité sonore dynamique est caractérisée par l'ensemble des paramètres (timbre, son, mélodie, instrument, rythme...) qui « entrent en résonance » avec un individu donné, le différenciant en cela d'un autre.  

#### Au Canada
D'après l'Association canadienne des musicothérapeutes, la musicothérapie repose sur l'utilisation de la musique, réalisée par des professionnels formés et certifiés, dans le but de promouvoir le bien-être et le développement des individus. Elle vise à répondre aux besoins émotionnels, cognitifs, physiques et sociaux, tout en respectant des pratiques éthiques et sécuritaires.
Kimberly Samuel, musicothérapeute avec 13 ans d'expérience, exerce à Sudbury où elle accompagne une clientèle diverse, allant de 2 à 101 ans. Elle intervient auprès de personnes présentant des besoins variés, tels que l'autisme, la maladie d'Alzheimer et la paralysie cérébrale. À l'aide d'instruments tels que la guitare, des percussions, ainsi que des instruments sensoriels comme le kabasa et le tambour océanique, Kimberly Samuel stimule la communication et aide à réguler les émotions de ses patients. Elle souligne que ses méthodes ont conduit à des progrès notables, comme celui d'un enfant qui, grâce à la musique, a appris à exprimer ses préférences.

## Musique et psychothérapie

### Mnémothérapie musicale
La mnémothérapie musicale  est une approche thérapeutique des symptômes de la maladie d'Alzheimer qui consiste à éveiller et faire s'épanouir de façon reproductible la reviviscence des mémoires rétrogrades par stimulation musicale indicée c'est-à-dire connecté à un réseau mémoriel ancien[réf. nécessaire].